# أكيهيرو تابتا
أكيهيرو تابتا (باليابانية: 田畑 昭宏) (مواليد 15 مايو 1978)، هو لاعب كرة قدم ياباني سابق كان يلعب كمدافع.

## وصلات خارجية
- أكيهيرو تابتا على موقع رابطة كرة القدم اليابانية للمحترفين (اليابانية)
- أكيهيرو تابتا على موقع عالم كرة القدم.نت (الإنجليزية)